# Diapterobates sitnikovae
Diapterobates sitnikovae är en kvalsterart som beskrevs av Shaldybina 1970. Diapterobates sitnikovae ingår i släktet Diapterobates och familjen Humerobatidae. Inga underarter finns listade i Catalogue of Life.